# 松下Lumix DC-S5
松下Lumix DC-S5是松下于2020年9月2日发布的全画幅无反光镜可换镜头相机，使用徕卡L卡口，该型号主要面向中端用户群体，机身售价为1999美元，搭配20-60mm F3.5-5.6镜头的套机售价为2299美元。

## 技术规格
- 2420万像素全画幅CMOS传感器
- 9600万像素高分辨率模式
- 5轴机身防抖，搭配光学防抖镜头最高支持6.5档防抖
- 最高每秒7张连拍
- 最高支持4:2:2 10-bit全画幅C4K/30p或APS-C画幅C4K/60p规格的视频拍摄[b][c]，支持1080p/180fps的慢动作视频，支持4:3变形宽银幕（英语：Anamorphic widescreen）拍摄
- 最高支持全画幅5.9K/30p或APS-C画幅4K/60p的12-bit RAW机外录制[c]
- 14+档V-Log
- 236万像素OLED电子取景器
- 3.0英寸184万像素TFT LCD触摸屏
- 支持蓝牙和Wi-Fi无线连接
- 镁铝合金机身，防尘防溅设计

## 评价
相机评测网站DPReview给出了88%的综合评分，该网站认为S5拥有同类产品中最强大的视频功能，相较于S1更易于携带，但连拍速度不高，自动对焦系统虽有改善但仍然表现不佳。

## 图集

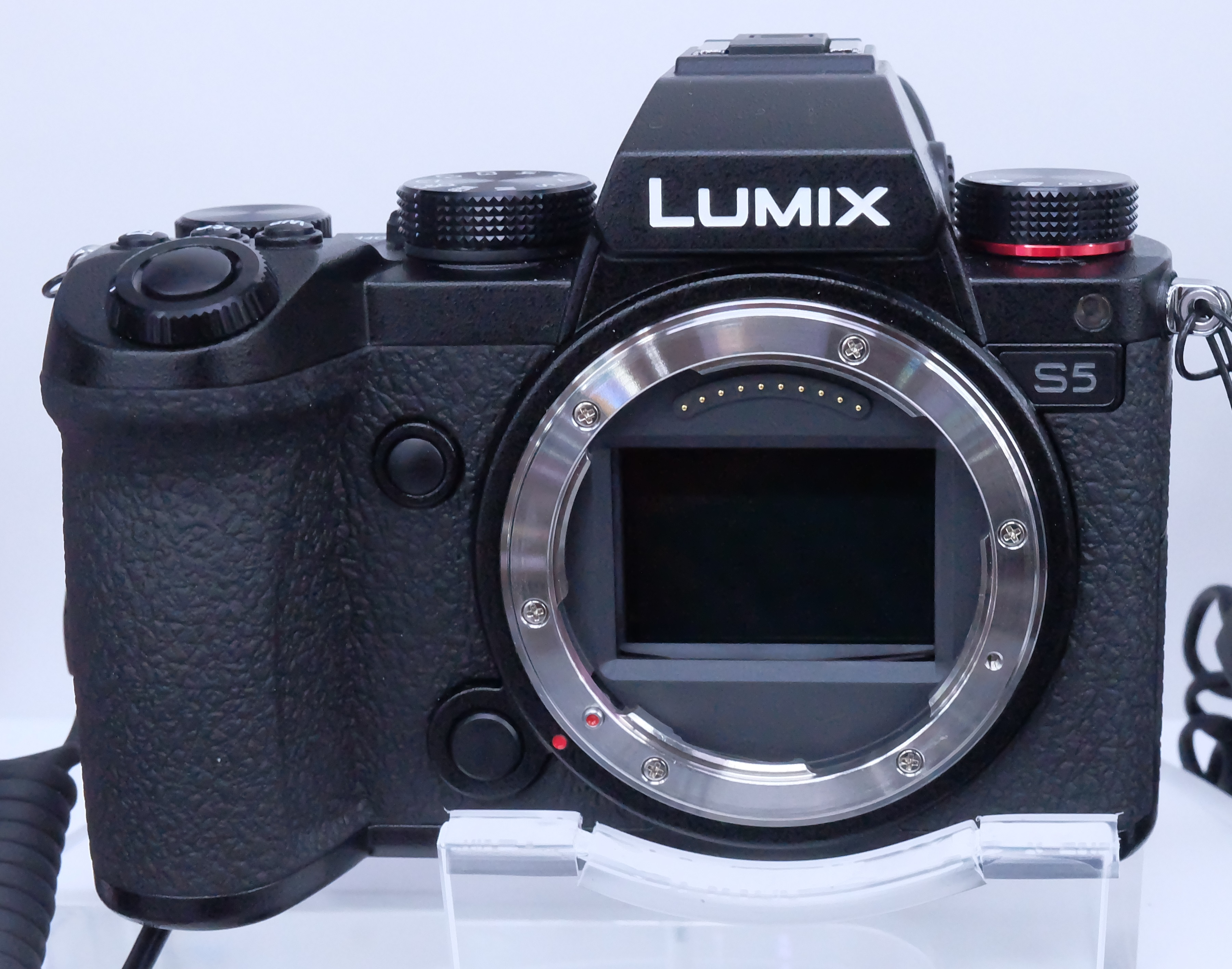
S5机身
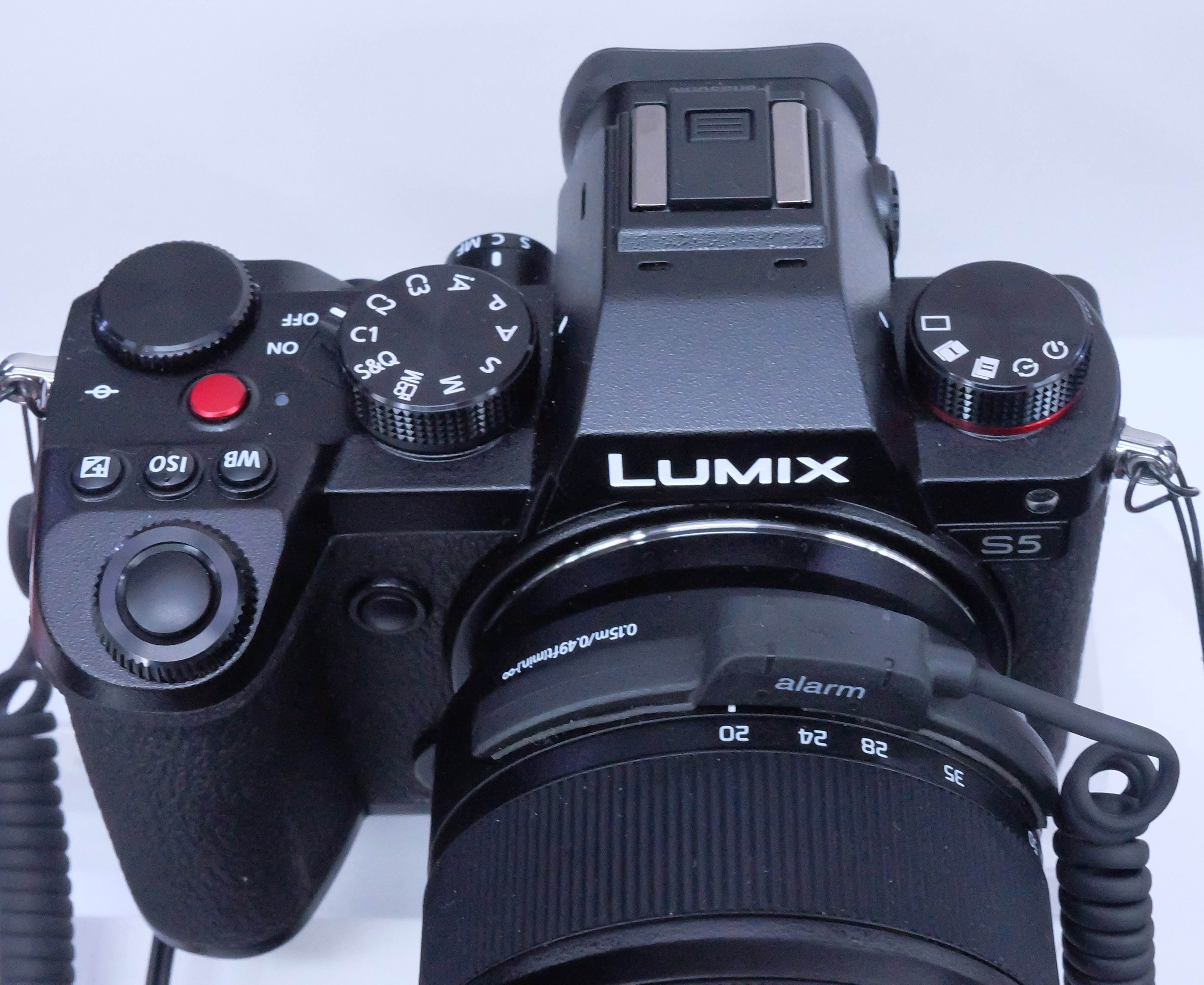
S5机顶
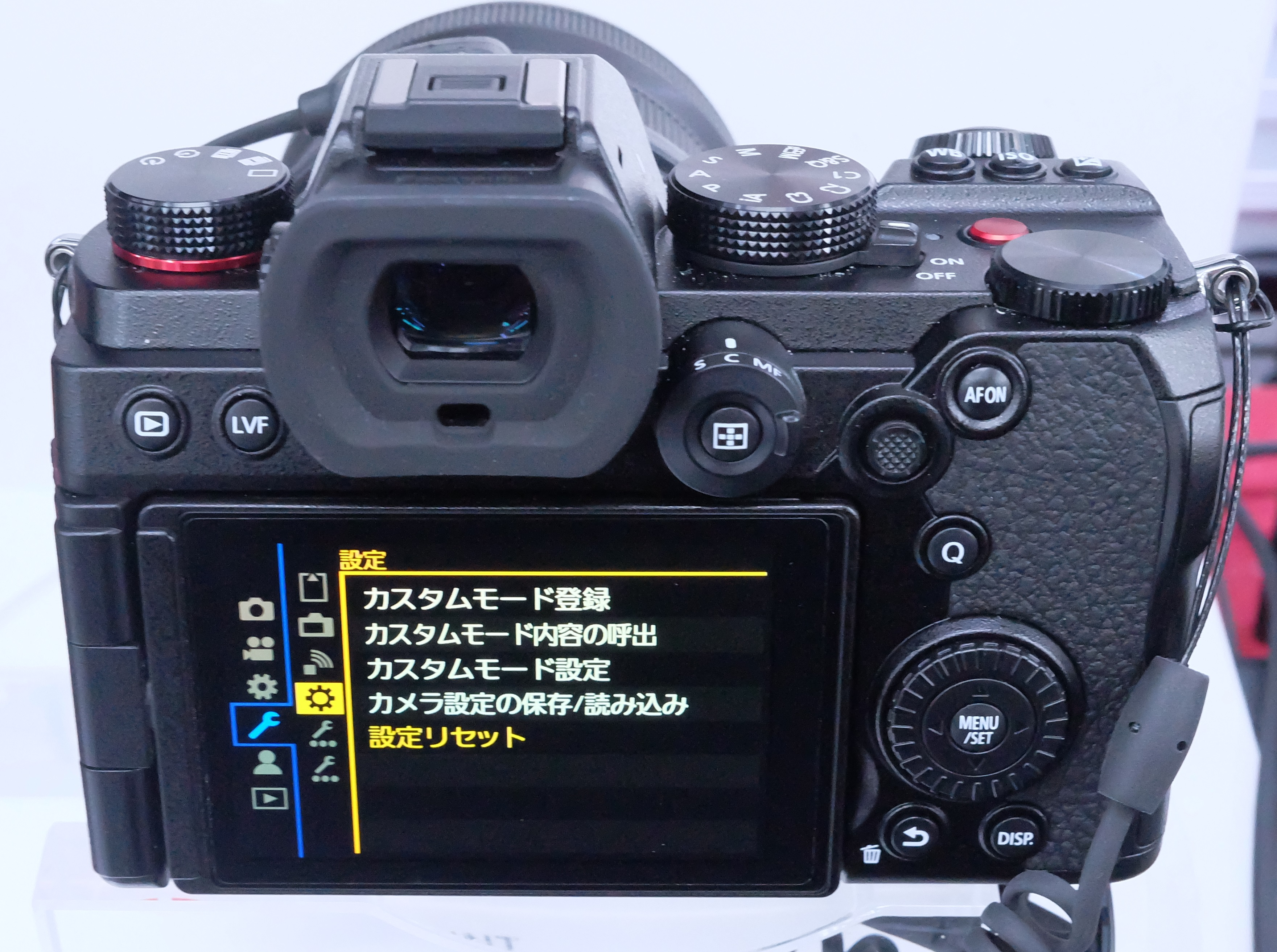
S5背面